# Juglans nigra
La noguera negra, noguera americana, noguera negra americana (Juglans nigra), en anglès: (American) black walnut, eastern black walnut (noguera negra de l'est), és una espècie d'arbre del gènere Juglans i de la família Juglandaceae, és una planta nativa de l'est d'Amèrica del Nord. Creix sobretot en la zona ripària des del sud d'Ontario, Dakota del Sud a Geòrgia, nord de Florida i sud i centre de Texas.
És un gran arbre caducifoli monoic que arriba a fer 40 m d'alt. Les flors masculines són en aments de 8–10 cm de llargada, les femenines són terminals en grups de 2 a 5, les seves nous maduren a la tardor, la llavor és relativament petita.
Aquesta espècie va ser introduïda a Europa l'any 1629. Es cultiva per la seva fusta que és de molta qualitat, com a planta ornamental en jardins grans i com portaempelt de la noguera europea (Juglans regia). Distribució mundial: Juglans (taula).
Allà on el rang de J. nigra se solapa amb el noguer negre de Texas, J. microcarpa, les dues espècies de vegades s'hibriden.
També es fan servir en la el·leboracio de l'instrument de bateria, baquetes i també taules.